# Дубовой (Воронежская область)
Дубовой — хутор в Острогожскм районе Воронежской области.. Входит в Болдыревское сельское поселение.

## Население
| 2000 | 2005 | 2010 |
| ---- | ---- | ---- |
| 164  | ↘149 | ↗156 |

## Инфраструктура
В хуторе имеется две улицы — Зеленая Аллея и Чапаева.